# Михайловка (Чистопольский район)
Михайловка — деревня в Чистопольском районе Татарстана. Входит в состав Каргалинского сельского поселения.

## География
Находится в центральной части Татарстана на расстоянии приблизительно 20 км по прямой на юго-восток от районного центра города Чистополь, прилегает с юго-запада к центру поселения селу Каргали.

## История
Основана в середине XVIII века как поселение отставных солдат, упоминалась также как Солдатская Каргала.

## Население
Постоянных жителей было: в 1897 — 288, в 1908 — 314, в 1920 — 382, в 1926 — 305, в 1938 — 186, в 1949 — 227, в 1958 — 285, в 1970 — 201, в 1979 — 165, в 1989 — 117, в 2002 — 128 (русские 91 %), 104 — в 2010.